# Никита Костромской
Никита Костромской (также Радонежский, Боровский, Серпуховский, Высоцкий; 1360-е — 1440-е) — православный святой, архимандрит. Ученик преподобного Сергия Радонежского. Настоятель Высоцкого монастыря в Серпухове, затем Высоко-Покровского монастыря в Боровске. Основатель Богоявленского монастыря в Костроме.
Почитается Русской православной церковью в лике святых как преподобный.

## Биография
Родился в 1360-е годы, предположительно в Ростове, согласно преданию был наречён именем Иоанн. Его семья была родственниками Сергия Радонежского. В юности поселился в Троице-Сергиевой лавре и исполнял послушание просфорника. В 1395—1407 годах был настоятелем Высоцкого Серпуховского монастыря, в 1414 году стал настоятелем Высоко-Покровского Боровского монастыря. Учитель Пафнутия Боровского.
В 1420-е годы удалился в Кострому и основал Богоявленский монастырь. Почил во второй четверти XV века в основанной им обители. Его мощи находятся в склепе Богоявленского собора монастыря (под спудом).
На протяжении нескольких веков был местночтимым святым. В 1981 году включён в Собор Радонежских святых, в 2004 году — в Собор Костромских святых.